# Сетище
Сетище — село Красненского района Белгородской области. Центр Сетищенского сельского поселения.

## География
Сетище расположено к северо-западу от райцентра Красное, на расстоянии 4 километров. Вдоль села проходит автомагистраль 14К-7 (Короча — Чернянка — Красное).

## История
Село Сетище было заселено крестьянами-однодворцами в начале XVIII века. Существует две версии происхождения названия села. Первая версия встречается в словаре В. И. Даля: слово Сетище в значении сеть, тенета паука, паутина, а также сетчатые трещины на поливной посуде, чашках, тарелках. Вероятнее всего, название села произошло от слова «Сетище» — сеть, при Петре I здесь делали сети для судоверфи Воронежа. Вторая версия происхождения названия села объясняется тем, что когда-то на месте села было большое Макеево озеро, множество родников, ручьев. Местные жители занимались рыбной ловлей сетями, отсюда и название.
Первое письменное упоминание о селе относится к 1865 году, тогда же село насчитывало «141 двор, 599 жителей мужского, 544 женского пола».
В документе 1873 года упомянуто Сетищенское земское училище, в 1876 году в нем было почти 50 учащихся.
В 1879 году в селе была построена деревянная церковь с колокольней в честь Покрова Пресвятой Богородицы.
В 1892 году открылась церковно-приходская школа для крестьянских детей.
С 1934 года Сетище в составе сельсовета Красненского района.
В декабре 1962 года Красненский район был ликвидирован, село вошло в состав Первого Красненского сельсовета Алексеевского района.
В феврале 1991 года был снова образован Красненский район и в его составе — Сетищенский сельсовет с одним населенным пунктом.

## Население
| 1859 | 1897  | 2002  | 2010  | 2012 | 2013 | 2014 | 2015 | 2016 |
| ---- | ----- | ----- | ----- | ---- | ---- | ---- | ---- | ---- |
| 1147 | ↗1397 | ↘1005 | ↗1009 | ↘994 | ↘949 | ↘933 | ↘911 | ↘882 |
| 2017 | 2018  | 2019  | 2020  | 2021 |      |      |      |      |
| ↘868 | ↘863  | ↘841  | ↘803  | ↗828 |      |      |      |      |

В 1900 году в селе было 204 двора, 1364 жителя.
На 17 января 1979 года в селе насчитывалось 1234 жителя, на 12 января 1989 года — 1049 (447 муж., 602 жен.).